# 测试套件
软件工程中的测试套件（test suite）有時也稱為验证套件（validation suite），是許多测试用例的集合，测试用例可用來測試一程式是否正確工作，测试套件包括許多测试用例，一般也會有針對测试用例及其测试目的的詳細說明，在進行測試時的系統組態資訊以及測試前需進行的步驟。
测试用例的集合是测试套件，不過常誤稱為測試計劃、測試腳本或是测试场景。
Java語言的單元測試框架JUnit中，就有提供支援测试套件功能的TestSuit物件。

## 分類
有時测试套件會用來將類似测试用例集合在一起。例如测试套件可以是一個只包括冒煙测试测试用例的测试套件，或者是針對系統特定機能的测试套件。一個測試套件也可以包括所有的測試，並且標明其用途為冒煙测试或是針對特定的機能。
可執行的测试套件（executable test suite）可以被程式執行，常常是指测试套件已整合了測試控制工具（test harness）。测试套件及測試控制工具可以交換細節資訊，共同測試被测系统。
例如一個質數檢驗子程序的测试套件可能會列出許多整數，及其是否為質數，也會有其測試程式。測試程式的任務就是將每個數字用子程序確認其是否為質數，再將結果和事先記錄的結果相比對。

## 外部連結
- The Plum Hall Validation Suite for C/C++ and the C++ Library （页面存档备份，存于），常用的可執行测试套件
- The ACE supertest suite，業界領先的C/C++編譯器测试套件
- The fedora beaker Test framework. （页面存档备份，存于）, 配合Fedora計劃而產生的测试套件